# Three Miles Out
Three Miles Out er en amerikansk stumfilm fra 1924 instrueret af Irvin Willat.

## Medvirkende
- Madge Kennedy som Molly Townsend
- Harrison Ford som John Locke
- Marc McDermott som Luis Riccardi
- Ivan Linow som Jordan
- Walter P. Lewis som Smith
- M.W. Rale som Higgins
- Joseph Henderson som Dadny
- Edna Morton som Susie
- Marie Burke som Mrs. Ormsby Townsend